# كوجي ساساكي
كوجي ساساكي (باليابانية: 佐々木 康治) (مواليد 30 يناير 1936)، هو لاعب كرة قدم ياباني سابق كان يلعب كمهاجم. سبق له أن لعب مع منتخب اليابان.

## وصلات خارجية
- كوجي ساساكي على موقع ناشيونال فوتبول تيمز (الإنجليزية)

- National Football Teams
- Japan National Football Team Database